# Indywidualne Mistrzostwa Polski na Żużlu 1972

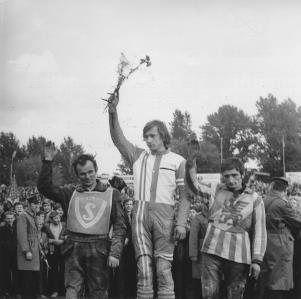
Medaliści IMP na Żużlu 1972 (od lewej: Paweł Waloszek, Zenon Plech i Henryk Glücklich)

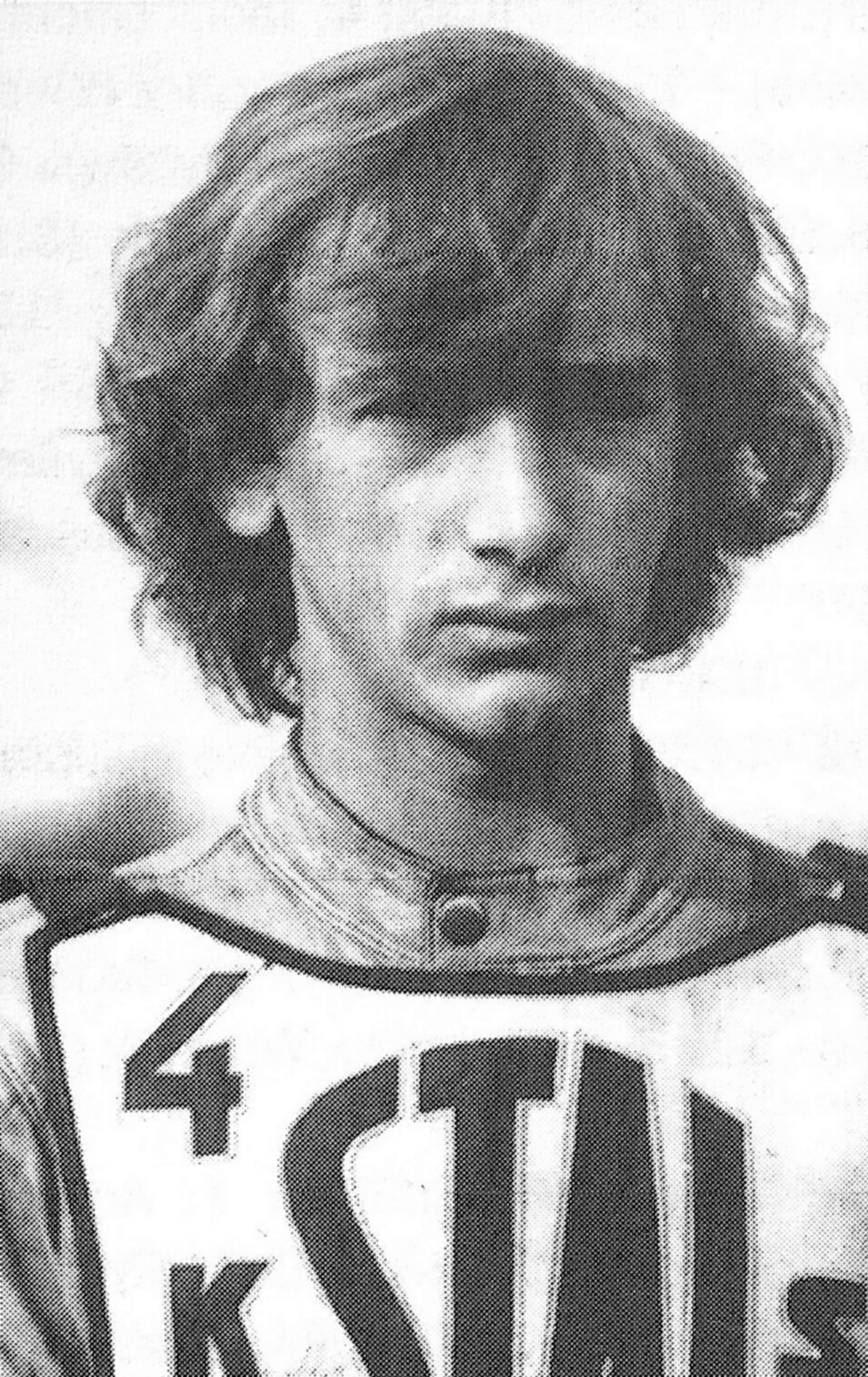
Indywidualny mistrz Polski na żużlu 1972, Zenon Plech

Indywidualne Mistrzostwa Polski na Żużlu 1972 – zawody żużlowe zorganizowane przez Polski Związek Motorowy w celu wyłonienia medalistów indywidualnych mistrzostw Polski w sezonie 1972. Rozegrano cztery turnieje ćwierćfinałowe, dwa półfinały oraz finał, w którym zwyciężył Zenon Plech.

## Ćwierćfinały

### Leszno (1)
- Leszno, 25 czerwca 1972(dts)
- Sędzia: ?

| Msc. | Zawodnik            | Klub                  | Pkt |             |  |
| ---- | ------------------- | --------------------- | --- | ----------- |  |
| 1    | Leszek Marsz        | Wybrzeże Gdańsk       | 12  | (1,3,3,2,3) |  |
| 2    | Andrzej Tkocz       | ROW Rybnik            | 12  | (3,3,1,3,2) |  |
| 3    | Ryszard Dziatkowiak | Stal Gorzów Wlkp.     | 11  | (2,3,3,3,d) |  |
| 4    | Henryk Żyto         | Wybrzeże Gdańsk       | 11  | (2,2,1,3,3) |  |
| 5    | Antoni Heliński     | Unia Leszno           | 11  | (3,3,2,1,2) |  |
| 6    | Andrzej Wyglenda    | ROW Rybnik            | 9   | (u,2,1,3,3) |  |
| 7    | Andrzej Pogorzelski | Stal Gorzów Wlkp.     | 9   | (3,2,2,2,0) |  |
| 8    | Bernard Jąder       | Unia Leszno           | 9   | (1,1,3,2,2) |  |
| 9    | Stanisław Skowron   | Kolejarz Opole        | 9   | (3,1,2,2,1) |  |
| 10   | Hubert Polok        | Kolejarz Opole        | 7   | (0,2,2,1,2) |  |
| 11   | Mieczysław Mendyka  | Zgrzeblarki Z. Góra   | 5   | (2,0,0,0,3) |  |
| 12   | Paweł Protasiewicz  | Zgrzeblarki Z. Góra   | 4   | (1,0,3,0,0) |  |
| 13   | Alojzy Norek        | Unia Leszno           | 4   | (2,1,0,0,1) |  |
| 14   | Konrad Libor        | Kolejarz Opole        | 4   | (1,0,1,1,1) |  |
| 15   | Zygmunt Gołębiowski | Włókniarz Częstochowa | 3   | (0,1,0,1,1) |  |
|      | Jan Chudzikowski    | Sparta Wrocław        |     | (–)         |  |

### Zielona Góra (2)
- Zielona Góra, 25 czerwca 1972(dts)
- Sędzia: Stefan Wiśniewski

| Msc. | Zawodnik            | Klub                | Pkt |             |  |
| ---- | ------------------- | ------------------- | --- | ----------- |  |
| 1    | Zbigniew Podlecki   | Wybrzeże Gdańsk     | 13  | (2,2,3,3,3) |  |
| 2    | Antoni Woryna       | ROW Rybnik          | 11  | (3,0,3,3,2) |  |
| 3    | Romuald Łoś         | Zgrzeblarki Z. Góra | 11  | (3,3,2,2,1) |  |
| 4    | Piotr Bruzda        | Sparta Wrocław      | 11  | (3,3,2,1,2) |  |
| 5    | Ryszard Fabiszewski | Stal Gorzów Wlkp.   | 10  | (3,3,1,0,3) |  |
| 6    | Antoni Fojcik       | ROW Rybnik          | 10  | (1,2,3,1,3) |  |
| 7    | Bogusław Nowak      | Stal Gorzów Wlkp.   | 10  | (2,1,2,2,3) |  |
| 8    | Zbigniew Filipiak   | Zgrzeblarki Z. Góra | 8   | (0,2,3,3,0) |  |
| 9    | Zygmunt Słowiński   | Sparta Wrocław      | 8   | (2,2,u,3,1) |  |
| 10   | Roman Kościecha     | Stal Toruń          | 7   | (0,1,3,1,2) |  |
| 11   | Benedykt Kosek      | Polonia Bydgoszcz   | 5   | (w,1,1,2,1) |  |
| 12   | Andrzej Koselski    | Polonia Bydgoszcz   | 4   | (2,w,0,0,2) |  |
| 13   | Stanisław Nowak     | Sparta Wrocław      | 4   | (0,1,2,1,0) |  |
| 14   | Bogdan Krzyżaniak   | Stal Toruń          | 3   | (1,0,0,2,0) |  |
| 15   | Jan Gągolewicz      | Wybrzeże Gdańsk     | 2   | (0,0,0,1,1) |  |
| 16   | Jan Grabowski       | Zgrzeblarki Z. Góra | 1   | (1,u)       |  |

Ponadto do półfinału zakwalifikował się decyzją Głównej Komisji Sportu Żużlowego, Marek Cieślak.

### Toruń (3)
- Toruń, 2 lipca 1972(dts)
- Sędzia: ?

| Msc. | Zawodnik              | Klub                  | Pkt  |             |  |
| ---- | --------------------- | --------------------- | ---- | ----------- |  |
| 1    | Stanisław Tkocz       | Kolejarz Opole        | 12   | (u,3,3,3,3) |  |
| 2    | Jerzy Padewski        | Start Gniezno         | 12   | (3,2,3,2,2) |  |
| 3    | Zdzisław Dobrucki     | Unia Leszno           | 11   | (0,3,3,2,3) |  |
| 4    | Joachim Hyla          | Kolejarz Opole        | 11   | (3,3,1,1,3) |  |
| 5    | Bogdan Szuluk         | Stal Toruń            | 11   | (3,1,3,2,2) |  |
| 6    | Zbigniew Marcinkowski | Zgrzeblarki Z. Góra   | 10+3 | (3,2,0,3,2) |  |
| 7    | Franciszek Stach      | Kolejarz Opole        | 10+2 | (2,u,2,3,3) |  |
| 8    | Marek Czerny          | Włókniarz Częstochowa | 9    | (2,2,2,1,2) |  |
| 9    | Erwin Brabański       | Śląsk Świętochłowice  | 7    | (1,1,2,3)   |  |
| 10   | Stanisław Chorabik    | Unia Tarnów           | 6    | (1,2,2,1,d) |  |
| 11   | Wiktor Jastrzębski    | Włókniarz Częstochowa | 5    | (1,3,1)     |  |
| 12   | Jerzy Owoc            | Stal Rzeszów          | 5    | (2,0,0,2,1) |  |
| 13   | Jan Ząbik             | Stal Toruń            | 4    | (1,1,0,1,1) |  |
| 14   | Andrzej Szostek       | Start Gniezno         | 3    | (0,1,1,0,1) |  |
| 15   | Grzegorz Kuźniar      | Stal Rzeszów          | 2    | (2,w)       |  |
| 16   | Jerzy Kniaź           | Start Gniezno         | 2    | (0,0,1,w,1) |  |

Ponadto do półfinału zakwalifikował się decyzją Głównej Komisji Sportu Żużlowego, Henryk Glücklich. 

### Częstochowa (4)
- Częstochowa, 2 lipca 1972(dts)
- Sędzia: ?

| Msc. | Zawodnik            | Klub                  | Pkt  |             |  |
| ---- | ------------------- | --------------------- | ---- | ----------- |  |
| 1    | Stanisław Kasa      | Polonia Bydgoszcz     | 13   | (3,2,3,2,3) |  |
| 2    | Jerzy Kowalski      | Unia Leszno           | 12   | (2,3,2,3,2) |  |
| 3    | Jerzy Gryt          | ROW Rybnik            | 11   | (1,2,2,3,3) |  |
| 4    | Zygmunt Pytko       | Unia Tarnów           | 11   | (1,3,3,2,2) |  |
| 5    | Józef Jarmuła       | Śląsk Świętochłowice  | 11   | (3,d,2,3,3) |  |
| 6    | Jan Mucha           | Śląsk Świętochłowice  | 10+3 | (3,1,3,1,2) |  |
| 7    | Andrzej Jurczyński  | Włókniarz Częstochowa | 10+2 | (1,3,1,2,3) |  |
| 8    | Antoni Masłowski    | ROW Rybnik            | 10+1 | (3,2,1,3,1) |  |
| 9    | Marian Zaranek      | Polonia Bydgoszcz     | 8    | (2,u,2,2,2) |  |
| 10   | Zenon Urbaniec      | Włókniarz Częstochowa | 6    | (2,3,0,1,d) |  |
| 11   | Marian Wardzała     | Unia Tarnów           | 4    | (0,0,3,0,1) |  |
| 12   | Jerzy Wilim         | ROW Rybnik            | 4    | (2,2,d,d,d) |  |
| 13   | Stanisław Gołofit   | Gwardia Łódź          | 3    | (0,1,1,1,0) |  |
| 14   | Kazimierz Bury      | Śląsk Świętochłowice  | 3    | (1,1,0,0,1) |  |
| 15   | Czesław Goszczyński | Włókniarz Częstochowa | 2    | (0,0,1,0,1) |  |
| 16   | Andrzej Mazur       | Motor Lublin          | 1    | (0,0,d,1,d) |  |

## Półfinały

### Chorzów (1)
- Chorzów, 17 września 1972(dts)
- Sędzia: Stanisław Napierała

| Msc. | Zawodnik              | Klub                | Pkt |             |  |
| ---- | --------------------- | ------------------- | --- | ----------- |  |
| 1    | Zbigniew Marcinkowski | Zgrzeblarki Z. Góra | 14  | (3,3,3,3,2) |  |
| 2    | Henryk Glücklich      | Polonia Bydgoszcz   | 14  | (3,3,2,3,3) |  |
| 3    | Henryk Żyto           | Wybrzeże Gdańsk     | 11  | (1,2,3,2,3) |  |
| 4    | Bogdan Szuluk         | Stal Toruń          | 10  | (2,3,2,d,3) |  |
| 5    | Andrzej Tkocz         | ROW Rybnik          | 10  | (3,2,3,2,1) |  |
| 6    | Stanisław Skowron     | Kolejarz Opole      | 10  | (2,2,1,3,2) |  |
| 7    | Zdzisław Dobrucki     | Unia Leszno         | 9   | (3,3,1,1,1) |  |
| 8    | Antoni Masłowski      | ROW Rybnik          | 9   | (1,0,3,2,3) |  |
| 9    | Andrzej Pogorzelski   | Stal Gorzów Wlkp.   | 8   | (2,1,1,2,2) |  |
| 10   | Joachim Hyla          | Kolejarz Opole      | 7   | (2,1,2,1,1) |  |
| 11   | Bernard Jąder         | Unia Leszno         | 6   | (1,d,2,3,0) |  |
| 12   | Jerzy Padewski        | Start Gniezno       | 5   | (u,2,d,1,2) |  |
| 13   | Franciszek Stach      | Kolejarz Opole      | 3   | (0,d,1,1,1) |  |
| 14   | Leszek Marsz          | Wybrzeże Gdańsk     | 2   | (d,2,0,0,d) |  |
| 15   | Stanisław Tkocz       | Kolejarz Opole      | 2   | (1,1,0,d)   |  |
| 16   | Antoni Heliński       | Unia Leszno         | 0   | (0,0,0,0,0) |  |
|      | Ryszard Dziatkowiak   | Stal Gorzów Wlkp.   |     | (qns)       |  |
|      | Andrzej Wyglenda      | ROW Rybnik          |     | (qns)       |  |

Ponadto do finału zakwalifikował się decyzją Głównej Komisji Sportu Żużlowego, Paweł Waloszek. 

### Gorzów Wielkopolski (2)
- Gorzów Wielkopolski, 17 września 1972(dts)
- Sędzia: ?

| Msc. | Zawodnik            | Klub                  | Pkt |              |  |
| ---- | ------------------- | --------------------- | --- | ------------ |  |
| 1    | Marek Cieślak       | Włókniarz Częstochowa | 12  | (1,3,3,3,2)  |  |
| 2    | Jan Mucha           | Śląsk Świętochłowice  | 12  | (2,3,3,2,2)  |  |
| 3    | Jerzy Kowalski      | Unia Leszno           | 11  | (1,2,3,2,3)  |  |
| 4    | Stanisław Kasa      | Polonia Bydgoszcz     | 10  | (3,3,2,d,2)  |  |
| 5    | Józef Jarmuła       | Śląsk Świętochłowice  | 9   | (3,w,d,3,3)  |  |
| 6    | Jerzy Gryt          | ROW Rybnik            | 9   | (2,1,3,w,3)  |  |
| 7    | Andrzej Jurczyński  | Włókniarz Częstochowa | 9   | (d,2,1,3,3)  |  |
| 8    | Piotr Bruzda        | Sparta Wrocław        | 9   | (3,1,2,2,1)  |  |
| 9    | Jerzy Szczakiel     | Kolejarz Opole        | 8   | (1,3,1,2,1)  |  |
| 10   | Ryszard Fabiszewski | Stal Gorzów Wlkp.     | 7   | (3,2,2,0,0)  |  |
| 11   | Marian Zaranek      | Polonia Bydgoszcz     | 6   | (1,3,2)      |  |
| 12   | Bogusław Nowak      | Stal Gorzów Wlkp.     | 6   | (2,1,2,1,0)  |  |
| 13   | Romuald Łoś         | Zgrzeblarki Z. Góra   | 3   | (0,2,0,1,0,) |  |
| 14   | Antoni Fojcik       | ROW Rybnik            | 3   | (w,1,0,1,1,) |  |
| 15   | Antoni Woryna       | ROW Rybnik            | 3   | (1,w,0,1,1)  |  |
| 16   | Zygmunt Słowiński   | Sparta Wrocław        | 2   | (2,w)        |  |
| 17   | Zygmunt Pytko       | Unia Tarnów           | 0   | (0,w,0)      |  |
|      | Zbigniew Podlecki   | Wybrzeże Gdańsk       |     | (qns)        |  |
|      | Antoni Masłowski    | ROW Rybnik            |     | (qns)        |  |
|      | Zbigniew Filipiak   | Zgrzeblarki Z. Góra   |     | (qns)        |  |

Ponadto do finału zakwalifikował się decyzją Głównej Komisji Sportu Żużlowego, Zenon Plech.

## Finał
- Bydgoszcz, 1 października 1972(dts)
- Sędzia: Robert Nawrocki
- NCD: 72,6 s. – Henryk Glücklich (5 bieg)

| Msc.   | Zawodnik              | Klub                  | Pkt |             |  |
| ------ | --------------------- | --------------------- | --- | ----------- |  |
| złoto  | Zenon Plech           | Stal Gorzów Wlkp.     | 14  | (3,2,3,3,3) |  |
| srebro | Paweł Waloszek        | Śląsk Świętochłowice  | 13  | (3,1,3,3,3) |  |
| brąz   | Henryk Glücklich      | Polonia Bydgoszcz     | 12  | (3,3,3,3,d) |  |
| 4      | Henryk Żyto           | Wybrzeże Gdańsk       | 11  | (1,2,2,3,3) |  |
| 5      | Bogdan Szuluk         | Stal Toruń            | 9   | (2,–,3,1,3) |  |
| 6      | Marek Cieślak         | Włókniarz Częstochowa | 9   | (2,3,u,2,2) |  |
| 7      | Jerzy Gryt            | Rybnik                | 9   | (3,2,1,1,2) |  |
| 8      | Stanisław Skowron     | Kolejarz Opole        | 7   | (0,3,1,1,2) |  |
| 9      | Stanisław Kasa        | Polonia Bydgoszcz     | 7   | (2,u,2,2,1) |  |
| 10     | Józef Jarmuła         | Śląsk Świętochłowice  | 6   | (1,3,2,d,d) |  |
| 11     | Andrzej Tkocz         | ROW Rybnik            | 6   | (u,2,2,0,2) |  |
| 12     | Piotr Bruzda          | Sparta Wrocław        | 6   | (2,0,1,2,1) |  |
| 13     | Zbigniew Marcinkowski | Zgrzeblarki Z. Góra   | 6   | (1,1,1,2,1) |  |
| 14     | Andrzej Jurczyński    | Włókniarz Częstochowa | 1   | (w,1,–,–,–) |  |
| 15     | Zdzisław Dobrucki     | Unia Leszno           | 0   | (u,–,–,–,–) |  |
| 16     | Jerzy Kowalski        | Unia Leszno           | 0   | (u,–,–,–,–) |  |
|        | Jan Mucha             | Śląsk Świętochłowice  |     | (qns)       |  |

| Bieg | Czas (s) | 1.        | 2.           | 3.                           | 4.                           |
| 1    | 74,0     | Gryt      | Szuluk       | Jarmuła                      | Tkocz (u)                    |
| 2    | 75,4     | Plech     | Bruzda       | Dobrucki (u), Jurczyński (w) | Dobrucki (u), Jurczyński (w) |
| 3    | 73,4     | Waloszek  | Cieślak      | Żyto                         | Skowron                      |
| 4    | 73,4     | Glücklich | Kasa         | Marcinkowski                 | Kowalski (u)                 |
| 5    | 72,6     | Glücklich | Plech        | Waloszek                     | –                            |
| 6    | 74,8     | Skowron   | Gryt         | Marcinkowski                 | Bruzda                       |
| 7    | 78,0     | Cieślak   | Tkocz        | –                            | –                            |
| 8    | 75,0     | Jarmuła   | Żyto         | Jurczyński                   | Kasa (u)                     |
| 9    | 75,4     | Szuluk    | Kasa         | Bruzda                       | Cieślak (u)                  |
| 10   | 75,0     | Plech     | Żyto         | Gryt                         | –                            |
| 11   | 76,0     | Waloszek  | Tkocz        | Marcinkowski                 | –                            |
| 12   | 74,2     | Glücklich | Jarmuła      | Skowron                      | –                            |
| 13   | 75,6     | Żyto      | Marcinkowski | Szuluk                       | –                            |
| 14   | 75,8     | Glücklich | Cieślak      | Gryt                         | –                            |
| 15   | 75,2     | Plech     | Kasa         | Skowron                      | Tkocz                        |
| 16   | 75,6     | Waloszek  | Bruzda       | Jarmuła (d)                  | Jarmuła (d)                  |
| 17   | 77,8     | Szuluk    | Skowron      | –                            | –                            |
| 18   | 76,4     | Waloszek  | Gryt         | Kasa                         | –                            |
| 19   | 76,2     | Żyto      | Tkocz        | Bruzda                       | Glücklich (d)                |
| 20   | 75,4     | Plech     | Cieślak      | Marcinkowski                 | Jarmuła (d)                  |